# Армейская авиация Российской Федерации

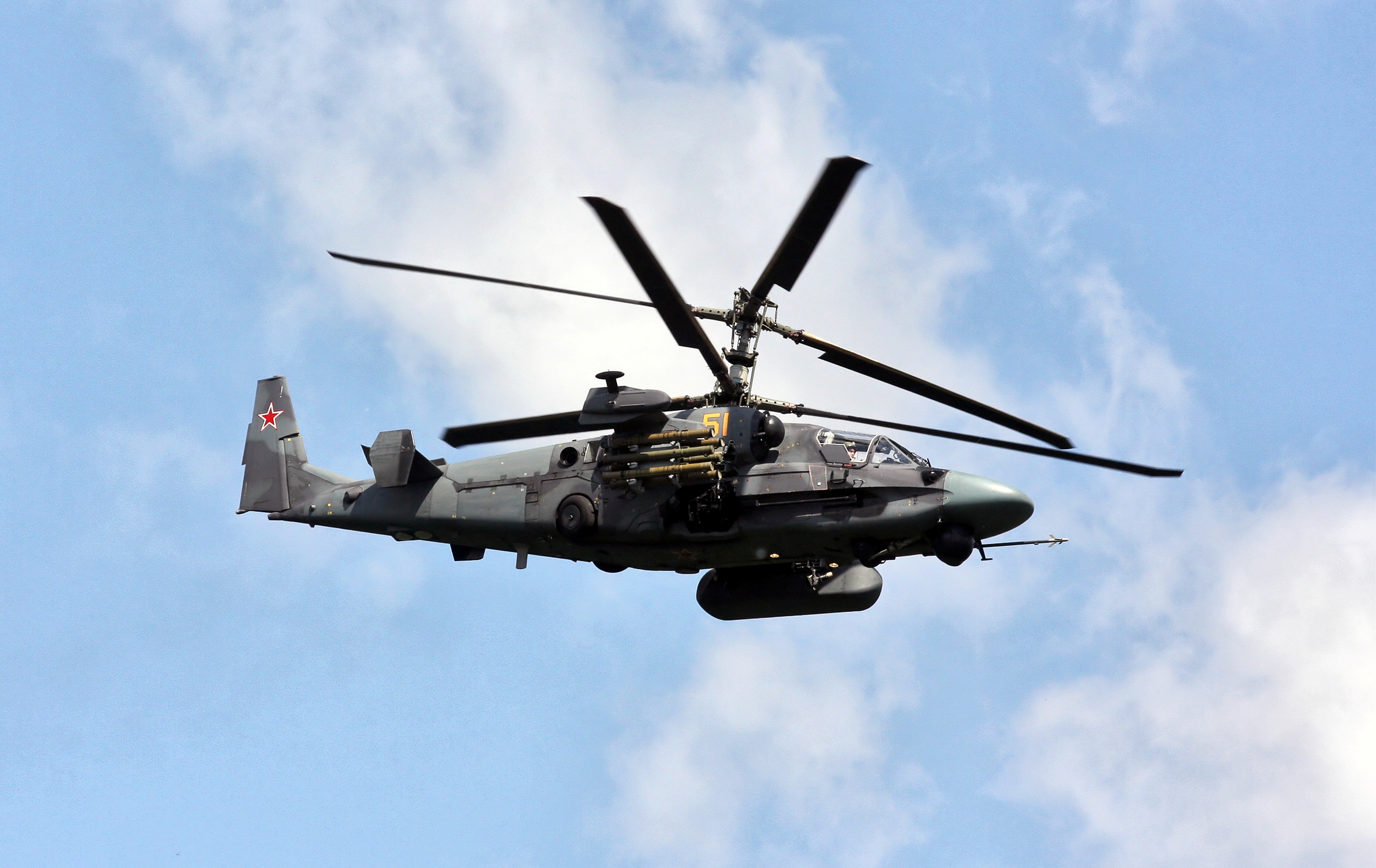
Ка-52 в полёте, июнь 2011 года.

Армейская авиация — составная часть авиации Воздушно-космических сил Российской Федерации, род авиации предназначенный для непосредственной авиационной поддержки и обеспечения боевых действий войск и выполнения других задач. 
Состоит из авиационных бригад и полков, оснащённых в основном вертолётами различного назначения. Сокращённое наименование — АА ВКС России.

## История
Армейская авиация зародилась перед Первой мировой войной 1914—18 гг. и называлась сухопутной авиацией (в отличие от морской авиации). Во время Гражданской войны большинство авиаотрядов действовало в составе общевойсковых армий. В межвоенный период состояла из смешанных авиационных дивизий и бригад. С началом Великой Отечественной войны распыление авиации привело к снижению её влияния на исход операций, поэтому в 1942 вся авиация, действовавшая в составе фронтов, была сведена в воздушные армии.
В 1948 году армейская авиация воссоздана, когда была сформирована первая вертолётная эскадрилья Ми-1 в г.Серпухов, включенная в состав ВВС Московского военного округа. В 1950 году в составе ВВС Московского военного округа был образован первый в стране 550-й вертолётный полк. В 1955-1956 годах в Торжке была образована первая и последняя в стране вертолетная дивизия ВВС Московского военного округа. 
Первоначально вертолёты выполняли только вспомогательные задачи — доставка почты, донесений, корректировка огня артиллерии, воздушная разведка. В дальнейшем при совершенствовании тактики, способов ведения боевых действий, вертолётов и авиационных средств поражения задачи армейской авиации расширились.
В 1962 году преобразована в войсковую авиацию. Как самостоятельный род авиации в составе ВВС армейская авиация оформилась в 1972 году. В 1989 введена должность командира (начальника) Армейской авиации. В конце 1990 года Армейская авиация передана из ВВС в Сухопутные войска на правах рода войск и преобразована в Авиацию сухопутных войск. В 1998 вновь переименована в Армейскую авиацию и подчинена начальнику Генерального штаба ВС РФ. С конца 2002 года находится в составе ВВС России.
Впервые широкомасштабный опыт боевого применения советская армейская авиация получила в Афганской войне. Там армейская авиация участвовала в 416 крупных боевых операциях, ей потери составили 333 вертолёта. После распада СССР российская армейская авиация участвовала в боевых действиях в многочисленных локальных конфликтах.

## Задачи и организация
Армейская авиация помимо огневых, десантно-транспортных, разведывательных и специальных задач, решает задачи по ликвидации последствий стихийных бедствий природного и техногенного характера.
Лётный состав армейской авиации решает широчайший спектр задач. Экипажи ударных вертолётов Ми-24/Ми-28/Ка-52 осуществляют воздушную поддержку наземных подразделений, выполняя задачи по авиаразведке, прикрытию и нанесению огневого поражения противнику в любых метеоусловиях днём и ночью. Лётчики транспортно-боевых Ми-8 обеспечивают высадку тактических групп на переднем крае и в тылу противника, оперативную переброску военной техники и вооружения на огневые позиции. Транспортировку военной техники выполняют экипажи вертолётов Ми-26.
Кроме того, разнообразие задач, решаемых армейской авиацией, расширяется за счёт участия в обеспечении запусков и посадок космических кораблей, а также в ликвидации последствий стихийных бедствий природного и техногенного характера, в том числе в труднодоступной местности.
Основу армейской авиации составляют эскадрильи по 12 вертолётов в каждой. Эскадрилья состоит из 3 звеньев по 4 вертолёта, дополнительно в эскадрилью могут входить пункт управления из 2 вертолётов Ми-9 или 2 корректировщика огня артиллерии Ми-24к.

## Профессиональная подготовка
Подготовкой пилотов вертолётов занимается сызранский филиал Военно-воздушной академии имени профессора Н. Е. Жуковского и Ю. А. Гагарина. Филиал был образован на базе Высшего военного авиационного училища лётчиков, специализирующегося на подготовке лётчиков армейской авиации.
Дополнительную профессиональную подготовку и переучивание авиационного персонала государственной авиации осуществляет 344-й Центр боевого применения и переучивания лётного состава армейской авиации в городе Торжок в Тверской области.

## День армейской авиации
28 октября — День Армейской авиации России.

## Состав на 2023 год
| Номер войсковой части            | Наименование                                                                | Место дислокации                         |                                 |                                 |                                 |
| 4-я гвардейская армия ВВС и ПВО  | 4-я гвардейская армия ВВС и ПВО                                             | 4-я гвардейская армия ВВС и ПВО          | 4-я гвардейская армия ВВС и ПВО | 4-я гвардейская армия ВВС и ПВО | 4-я гвардейская армия ВВС и ПВО |
| -------------------------------- | --------------------------------------------------------------------------- | ---------------------------------------- | ------------------------------- | ------------------------------- | ------------------------------- |
| 12628                            | 16-я гвардейская бригада армейской авиации                                  | Зерноград, Ростовская область            |                                 |                                 |                                 |
| 46453                            | 39-й вертолётный полк                                                       | Джанкой, Республика Крым                 |                                 |                                 |                                 |
| 44936                            | 487-й отдельный вертолётный полк                                            | Будённовск, Ставропольский край          |                                 |                                 |                                 |
| 35666                            | 55-й отдельный гвардейский вертолётный Севастопольский ордена Кутузова полк | Кореновск, Краснодарский край            |                                 |                                 |                                 |
| 6-я армия ВВС и ПВО              |                                                                             |                                          |                                 |                                 |                                 |
| 44440                            | 15-я бригада армейской авиации                                              | Веретье, Псковская область               |                                 |                                 |                                 |
| 12633                            | 332-й отдельный гвардейский вертолётный полк                                | Прибылово, Пушкин, Ленинградская область |                                 |                                 |                                 |
| 41687                            | 440-й отдельный гвардейский вертолётный полк                                | Вязьма, Смоленская область               |                                 |                                 |                                 |
| 14-я армия ВВС и ПВО             |                                                                             |                                          |                                 |                                 |                                 |
| 45123                            | 17-я гвардейская бригада армейской авиации                                  | Каменск-Уральск, Свердловская область    |                                 |                                 |                                 |
| 12739                            | 337-й отдельный вертолётный полк                                            | Толмачёво, Новосибирская область         |                                 |                                 |                                 |
| 11-я гвардейская армия ВВС и ПВО |                                                                             |                                          |                                 |                                 |                                 |
| 42838                            | 18-я гвардейская бригада армейской авиации                                  | Большой, Хабаровский край                |                                 |                                 |                                 |
| 78081                            | 112-й отдельный вертолётный полк                                            | Черёмушки, Забайкальский край            |                                 |                                 |                                 |
| 13984                            | 319-й отдельный вертолётный полк                                            | Черниговка, Приморский край              |                                 |                                 |                                 |